# Stazione di Francoforte sul Meno Galluswarte
La stazione di Francoforte sul Meno Galluswarte (in tedesco Frankfurt (Main) Galluswarte) è una stazione di Francoforte sul Meno, in Germania, situata nel quartiere Gallus. Prende il nome da una torre di guardia risalente al XIV secolo presente nelle vicinanze.
La stazione è stata inaugurata il 28 maggio 1978 ed è situata lungo la ferrovia Francoforte sul Meno–Bad Homburg. È composta da due binari situati su una piattaforma centrale. Sono presenti anche due binari passanti della ferrovia Main-Weser, non serviti da banchina e quindi non disponibili per il servizio viaggiatori.

## Servizi e interscambi
La stazione dispone di:
- Ascensori
- Biglietteria automatica

e consente l'interscambio con gli altri mezzi di trasporto pubblico tramite:
- Fermata autobus e tram RMV